# 九月山
九月山（クウォルサン、朝鮮語: 구월산）は、朝鮮民主主義人民共和国の黄海南道にある山で、国立公園にもなっている。

## 概要
九月山は、白頭山（中国語名：長白山）、妙香山、金剛山、七宝山、智異山と並んで、古くから朝鮮半島で有名な山のひとつとして知られている。北朝鮮の人々は古くから金剛山の美しさを女性の美しさと呼び、九月山の威厳さを男性の美しさと呼んできた。典型的な温帯森林があり、国立公園に指定されているだけでなく、2004年11月にはユネスコの世界生物圏保護区に「九月山自然保護区」として登録された。

## 地理
九月山は、黄海南道北部の殷栗郡・三泉郡・安岳郡・銀泉郡にまたがっている。最も高い山である思皇峰は海抜954メートルで、朝鮮半島東部や北部の山々に比べると高くはないが、西海岸の平原にあるので突出していて、遠く南浦特別市から見ても見事である。

## 参照項目
- 生物圏保護区 (アジア太平洋、2003年)
- 朝鮮民主主義人民共和国の国立公園